# Шипковица (община Радовиш)
Вижте пояснителната страница за други значения на Шипковица.
Шипковица (на македонска литературна норма: Шипковица) е село в източната част на Северна Македония, община Радовиш.

## География
Селото се намира в планината Плачковица, северно от общинския център Радовиш. В землището на Шипковица извира река Струмешница - най-големият приток на Струма.

## История
В XIX век Шипковица е село в Радовишка кааза на Османската империя. Според статистиката на Васил Кънчов („Македония. Етнография и статистика“) от 1900 година Шипковица (Шипка) има 85 жители българи.
В началото на XX век християнското население на селото е под върховенството на Българската екзархия. По данни на секретаря на екзархията Димитър Мишев („La Macédoine et sa Population Chrétienne“) през 1905 година в Шипковица (Chipkovitza) има 176 българи екзархисти.
При избухването на Балканската война в 1912 година един човек от Шипковица е доброволец в Македоно-одринското опълчение. След Междусъюзническата война в 1913 година селото остава в Сърбия.
Според преброяването от 2002 година, Шипковица е напълно изселено село.

## Личности
Родени в Шипковица
- Стоимен Лазов (1886 – 1913), македоно-одрински опълченец, 3 рота на 7 кумановска дружина, загинал на 27 юни 1913[5]